# Centaurea pullata
Centaurea pullata é uma espécie de planta com flor pertencente à família Asteraceae. 
A autoridade científica da espécie é L., tendo sido publicada em Sp. Pl. 2: 911. 1753.
Os seus nomes comuns são cardinho-das-almorreimas, centáurea-parda ou rapôntico-da-terra.

## Portugal
Trata-se de uma espécie presente no território português, nomeadamente em Portugal Continental.
Em termos de naturalidade é nativa da região atrás indicada.

## Protecção
Não se encontra protegida por legislação portuguesa ou da Comunidade Europeia.